# Kateryniwka (osiedle typu miejskiego)
Kateryniwka (ukr. Катеринівка, formalnie do 2016 Juwiłejne,  ukr. Ювілейне - zmiana nazwy faktycznie nie weszła w życie) – osiedle typu miejskiego na Ukrainie, w obwodzie ługańskim, w rejonie ługańskim, od 2014 pod kontrolą marionetkowej, uzależnionej od Rosji Ługańskiej Republiki Ludowej. W 2001 liczyło 15 830 mieszkańców, spośród których 2990 wskazało jako ojczysty język ukraiński, 12 758 rosyjski, 4 mołdawski, 31 białoruski, 14 ormiański, 1 romski, 7 polski, 2 grecki, a 23 inny.